# Liste d'hormones
Cet article est une liste d'hormones.

## Hormones hypothalamiques
- Hormone de libération de l'hormone de croissance (GHRH)
- Gonadolibérine ou lulibérine (GnRH)
- Corticolibérine ou hormone de libération de l'hormone corticotrope (CRH)
- Hormone thyréotrope ou hormone de libération de la thyrotrophine (TRH)
- Somatostatine
- ADH (Vasopressine)
- Ocytocine

## Hormones hypophysaires

### Hormones anté-hypophysaires
- Hormone corticotrope ou corticotrophine (ACTH)
- Hormone de croissance ou somatotrophine (GH)
- Hormone folliculo-stimulante (FSH)
- Hormone lutéinisante (LH)
- Thyréostimuline ou thyrotrophine (TSH)
- Mélanostimuline (MSH)
- Prolactine (PRL)
- β-lipotropine
- β-endorphine, voir Endorphine

### Hormones post-hypophysaires
- Ocytocine
- Vasopressine ou hormone anti-diurétique (ADH)
- Hormone de libération de la prolactine  ou Prolactin-Releasing Hormone (PRLH)

## Hormones gonadiques

### Exemple d'un hormones gonadique
- Estrogènes ou Œstrogènes
- Progestérone
- Inhibine
- Relaxine

### Testicules
- Testostérone et  Estrogène
- Inhibine
- Hormone antimullérienne

## Hormones thyroïdiennes
- Triiodothyronine (T3)
- Tétraiodothyronine ou thyroxine (T4)
- Calcitonine

## Hormones parathyroïdiennes
- Parathormone (PTH)

## Hormones surrénaliennes

### Cortex
- Androgènes: sulfate de déhydroépiandrostérone (DHEAS) et déhydroépiandrostérone (DHEA)
- Minéralocorticoïde: Aldostérone
- Glucocorticoïde:Cortisol

### Médulla
- Adrénaline
- Noradrénaline

## Hormones pancréatiques
- Glucagon
- Insuline
- Somatostatine
- Polypeptide pancréatique
- Amyline

## Hormones rénales
- Érythropoïétine (EPO)
- Rénine

## Hormones digestives
- Gastrine
- Sécrétine
- Cholécystokinine
- Peptide insulinotrope dépendant du glucose (GIP)
- Somatostatine
- Ghréline
- Leptine

## Hormones hépatiques
- Angiotensine
- Hepcidine
- IGF-1 (Insulin-like growth factor)
- IGF-2

## Hormones thymiques
- Thymopoïétine

## Hormones épiphysaires
- Mélatonine

## Hormones placentaires
- Gonadotrophine chorionique (HCG)
- Estrogènes ou Œstrogènes
- Progestérone
- Somatomammotrophine chorionique humaine
- Relaxine

## Hormones cardiaques
- Facteur Atrial Natriurétique (NAF)

## Hormones adipocytaires
- Leptine
- Adiponectine
- Résistine

## Autacoïdes(hormones locales)
- Eicosanoïdes
- Angiotensine
- Neurotensine
- Kinines
  - Bradykinine
  - Kallidine
  - TG
- Histamine
- Sérotonine
- Endothélines
- Prostaglandines
- Leucotriènes
- Palmitoyléthanolamide(en)

## Hormones végétales
- Acide abscissique
- Auxines
- Brassinostéroïdes
- Éthylène
- Cytokinines
- Gibbérellines